# Kwilcz (gmina)

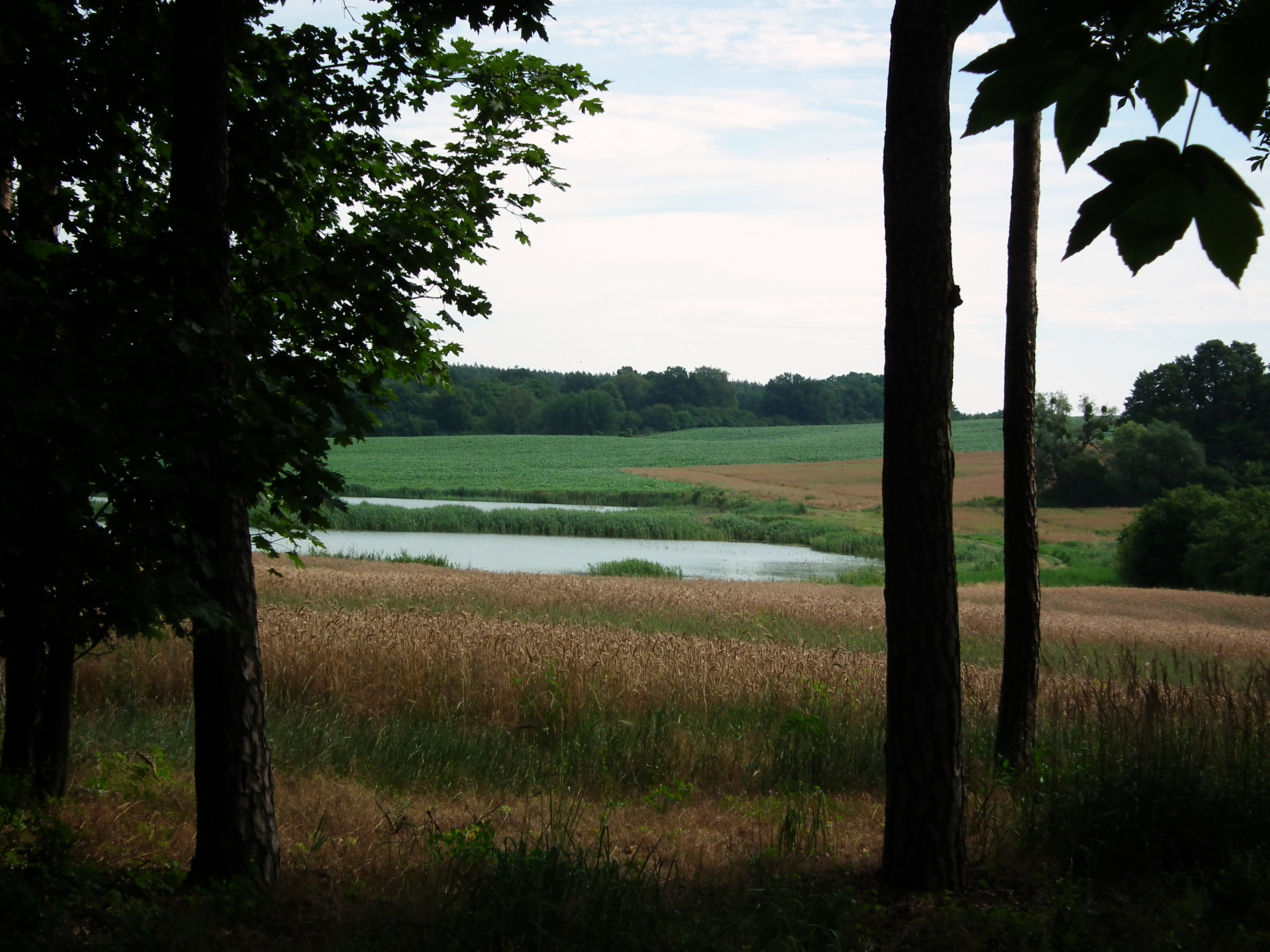
Krajobraz gminy w rejonie Mościejewa

Kwilcz – gmina wiejska w województwie wielkopolskim, w powiecie międzychodzkim. W latach 1975–1998 gmina położona była w województwie poznańskim.
Siedziba gminy to Kwilcz.
Według danych z 31 grudnia 2017 roku gminę zamieszkiwało 6 375 osób.

## Struktura powierzchni
Według danych z roku 2002 gmina Kwilcz ma obszar 141,78 km², w tym:
- użytki rolne: 60%
- użytki leśne: 29%

Gmina stanowi 19,25% powierzchni powiatu.

## Demografia
Według danych z 30 czerwca 2009 gminę zamieszkiwało 6153 osób.
Dane z 30 czerwca 2009:
| Opis                              | Ogółem | Ogółem | Kobiety | Kobiety | Mężczyźni | Mężczyźni |
| --------------------------------- | ------ | ------ | ------- | ------- | --------- | --------- |
| jednostka                         | osób   | %      | osób    | %       | osób      | %         |
| populacja                         | 6153   | 100    | 3095    | 50,3    | 3058      | 49,7      |
| gęstość zaludnienia (mieszk./km²) | 43,4   | 43,4   | 21,8    | 21,8    | 21,6      | 21,6      |

- Piramida wieku mieszkańców gminy Kwilcz w 2014 roku[1].

## Sołectwa
Na podstawie uchwały nr XIX/149/2004 z dnia 23 listopada 2004 r. w sprawie statutów jednostek pomocniczych gminy Kwilcz na terenie gminy z 28 istniejących jednostek osadniczych utworzono 16 jednostek pomocniczych, zwanych sołectwami.
- Średnia liczba ludności przypadająca na:
  - jednostkę wiejską – 219 osób
  - sołectwo – 384 osoby
- Liczba jednostek osadniczych przypadająca na sołectwo:
  - 1,75

### Wykaz sołectw
| Nazwa wsi sołeckiej | Nazwa wsi sołeckiej | Ludność (2009 r.) | L. miejscowości w sołectwie | Miejscowości w sołectwie (typ) |
| ------------------- | ------------------- | ----------------- | --------------------------- | --- |
|                     | Augustowo           | 67                | 1                           | |
|                     | Chorzewo            | 114               | 2                           | Karolewice |
|                     | Chudobczyce         | 149               | 1                           | |
|                     | Daleszynek          | 402               | 1                           | |
|                     | Kubowo              | 100               | 2                           | Stara Dąbrowa |
|                     | Kurnatowice         | 349               | 2                           | Huby Kurnatowskie Zawada |
|                     | Kwilcz              | 2548              | 9                           | Dąbrowa (gajówka) Kozubówka (wieś) Leśnik (wieś) Nowa Dąbrowa (wieś) Nowy Młyn (wieś) Orzeszkowo (wieś; 211 mieszk.) Pólko (przysiółek) Stary Młyn (wieś) |
|                     | Lubosz              | 811               | 1                           | |
|                     | Mechnacz            | 198               | 2                           | Urbanówko |
|                     | Miłostowo           | 191               | 1                           | |
|                     | Mościejewo          | 293               | 1                           | |
|                     | Niemierzewo         | 163               | 2                           | Józefowo (wieś; 36 mieszk.) |
|                     | Prusim              | 141               | 1                           | |
|                     | Rozbitek            | 220               | 1                           | Huby |
|                     | Upartowo            | 133               | 1                           | |
|                     | Wituchowo           | 104               | 1                           | |
|                     |                     | 6230              | 27                          | |

## Sąsiednie gminy
Chrzypsko Wielkie, Lwówek, Międzychód, Pniewy, Sieraków

## Miasta partnerskie
- Breteil  Francja
- Ślemień  Polska